# Václav Kaprál
Václav Kaprál (26. března 1889 Určice u Prostějova – 6. dubna 1947 Brno) byl český hudební skladatel, klavírista, vysokoškolský pedagog, sbormistr, publicista a otec hudební skladatelky Vítězslavy Kaprálové.

## Život
Narodil se do rodiny obchodníka Josefa Kaprála (1852–1931) a Františky (1853–1922), rozené  Vyhlídalové. Jeho mladším bratrem byl brigádní generál Bohumil Kaprál (1895–1976).
Studoval skladbu u Leoše Janáčka v jeho brněnské varhanní škole, později také u Vítězslava Nováka v Praze. V letech 1911–1934 působil jako ředitel své vlastní Hudební školy Králově Poli, souběžně s tím od roku 1927 do až do roku 1947 pracoval jako externí učitel hudby na brněnské filozofické fakultě, v letech 1936 až 1947 též jako profesor na Státní konzervatoři v Brně. Výjimku tvořila léta v Protektorátu Čechy a Morava během nacistické okupace, kdy byl od roku 1942 do roku 1945 nacisty vězněn ve Svatobořicích u Kyjova. Od roku 1935 byl členem Československé akademie věd a umění a letech 1945–1947 prvním předsedou Syndikátu českých skladatelů. 
V kostele svatého Vavřince v brněnských Řečkovicích se 2. října 1913 oženil s Viktorií Uhlířovou (1890–1973). Z manželství, které skončilo v roce 1923 rozvodem, vzešla jediná dcera Vítězslava (1915–1940).

## Výběr z díla

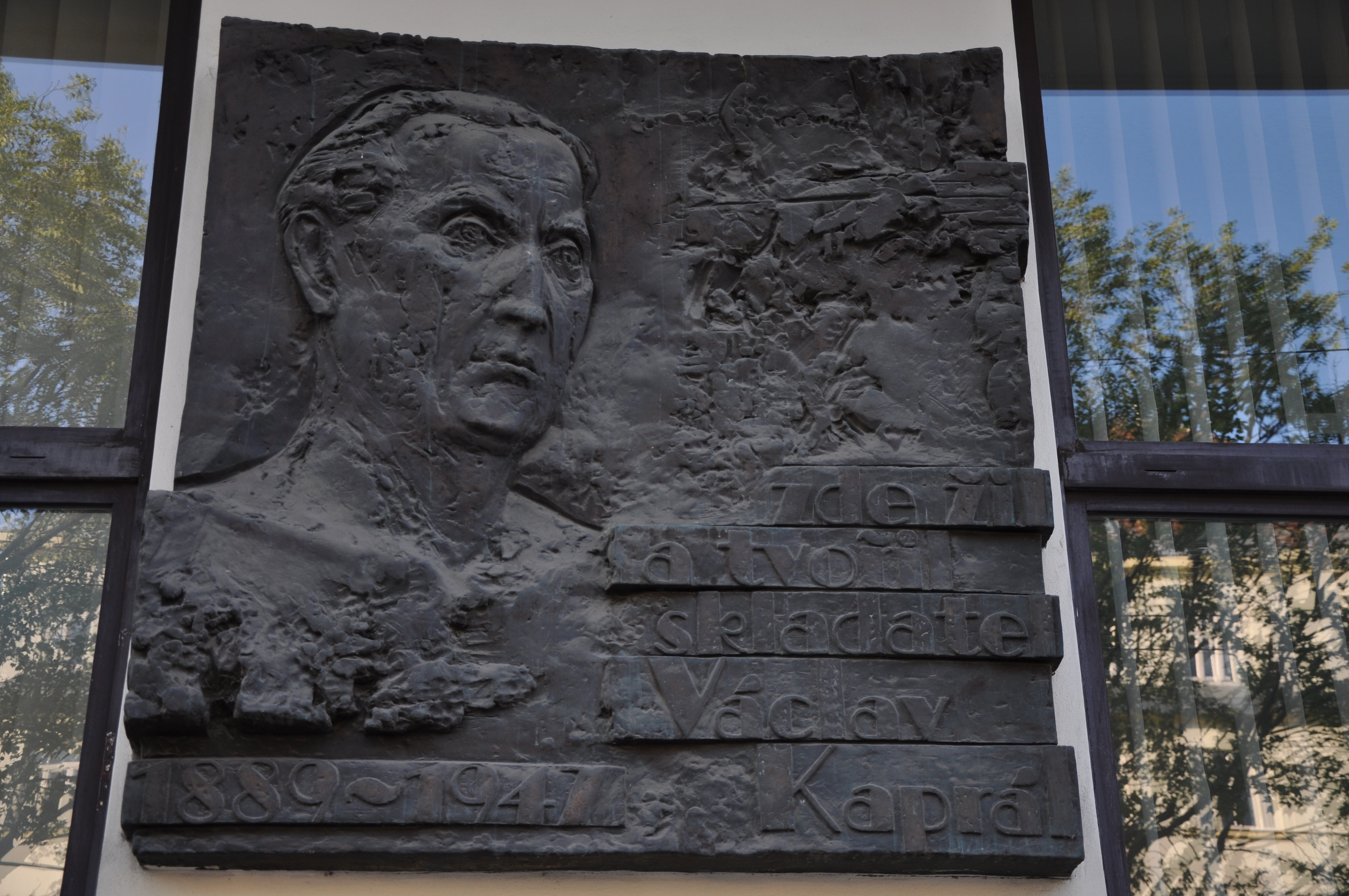
Pamětní deska Václavu Kaprálovi, Husitská 2, Brno-Královo Pole. Autoři: Zdeněk Řehořík a Milan Moráň, odhaleno v roce 1989

### Klavírní skladby
- Čtyři sonáty (1912, 1921, 1924, 1939)
- Nokturno (1915)
- Tři Sonatiny, Romantická suita (1918)
- atonální miniatury (1922)
- Lyrika (1927)
- Fantazie v Es (1934)

### Komorní hudba
- Dva smyčcové kvartety
- Balada pro violoncello (1946)

### Vokální hudba
- Pro ni (1927) pro hlas a klavírní kvarteto
- Píseň podzimu (1929) pro hlas a smyčcové kvarteto
- Uspávanky (Lullabies, 1932) for hlas a komorní orchestr
- Milodějné kvítí (1942) dedikováno na paměť dceři Vítězslavě, která zemřela v roce 1940
- Svatobořické lidové písně (1944)
- Hradišťská idyla (1944)
- Česká mše (1943)